# Área micropolitana de Bloomsburg-Berwick
El área micropolitana de Bloomsburg-Berwick,  y oficialmente como Área Estadística Micropolitana de Bloomsburg-Berwick, PA µSA tal como lo define la Oficina de Administración y Presupuesto, es un Área Estadística Micropolitana centrada en las localidades de Bloomsburg y Berwick en el estado estadounidense de Pensilvania. El área micropolitana tenía una población en el Censo de 2010 de 62.622 habitantes, convirtiéndola en la 162.º área micropolitana más poblada de los Estados Unidos. El área micropolitana de Bloomsburg-Berwick comprende los condados de Columbia y Montour, siendo Bloomsburg la localidad más poblada.

## Composición del área micropolitana

### Pueblos
- Bloomsburg (Principal ciudad)

### Boroughs
- Ashland (parcial)
- Benton
- Berwick (Principal ciudad)
- Briar Creek
- Catawissa
- Centralia
- Danville
- Millville
- Orangeville
- Stillwater
- Washingtonville

### Lugares designados por el censo
Nota: Todos los lugares designados por el censo son áreas no incorporadas.
| - Almedia - Aristes - Buckhorn - Espy - Eyers Grove - Fernville - Foundryville - Iola | - Jamison City - Jerseytown - Jonestown - Lightstreet - Lime Ridge - Locustdale - Mainville - Mechanicsville | - Mifflinville - Numidia - Rohrsburg - Rupert - Slabtown - Waller - Wilburton Number One - Wilburton Number Two |

### Áreas no incorporadas
- Mexico